# 威廉·门格尔贝格
约瑟夫·威廉·门格尔贝格（Joseph Willem Mengelberg，1871年3月28日—1951年3月21日），荷兰指挥家，以与皇家音乐厅管弦乐团的長期合作為人所知。他與該團合演的贝多芬、勃拉姆斯、马勒和施特劳斯等作品詮釋皆受關注。

## 生平

### 早年
门格尔贝格生于荷兰乌得勒支，父母是德国人，他是家中十五个孩子中第四个。他的父亲弗里德里希·威廉·门格尔贝格是著名的德裔荷兰雕塑家。门格尔贝格先後從作曲家和指挥家理查德·霍尔、作曲家安东·阿弗坎普（英語：Anton Averkamp，1861-1934）和小提琴家亨利·威廉·彼得里（1856-1914）學習，之後轉往科隆音乐学院（现科隆音乐与舞蹈学院）学习钢琴和作曲，他在科隆時期的主要老师則是弗朗茨·维尔纳、伊西多尔·赛斯和阿道夫·延森。

### 職業生涯
1891年，20岁的门格尔贝格獲選成為瑞士卢塞恩市的音樂總監，負責指挥一个管弦乐团和一个合唱团，同時指导一所音乐学校，教授钢琴课，并且继续作曲。1895年，门格尔贝格被任命为阿姆斯特丹皇家音乐厅管弦乐团的首席指挥，他一直担任这一职务直到1945年為止。在阿姆斯特丹任職期間，门格尔贝格首演了许多杰作。1898年，理查德·施特劳斯将他的交响诗《英雄的生涯》献给了门格尔贝格和皇家音乐厅管弦乐团，施特勞斯对记者说，他“终于找到了一个能够演奏所有段落的乐团，这样他就不必再在创作困难片段时感到尴尬了”。其他著名的首演还有：1939年3月29日，门格尔贝格指挥了贝拉·巴托克第二小提琴协奏曲的首演；1939年11月23日，他首演了柯达伊·佐尔丹的《孔雀变奏曲》。1899年，门格尔贝格还创立了阿姆斯特丹音乐厅每年在棕枝主日演出约翰·塞巴斯蒂安·巴赫的《马太受难曲》的传统。
阿姆斯特丹音乐厅的「马勒传统」亦是由门格尔贝格创立，他在1902年认识了古斯塔夫·马勒，与他成为朋友，并于1903年邀请马勒在阿姆斯特丹指挥他的第三交响曲。之後马勒经常访问荷兰，向荷兰观众介绍他的作品，也包括他的第一、第五、第七交响曲，以及《悲叹之歌》和《亡儿之歌》。马勒曾对他的作品进行了编辑，使其更适合阿姆斯特丹音乐厅的音响效果，这也许是这个音乐厅及其乐团以马勒传统而闻名的原因之一。1920年，门格尔贝格设立了「马勒音乐节」，用九场音乐会上演奏了作曲家的所有作品。在其職業生涯的前半段，门格尔贝格在阿姆斯特丹累積了可觀的影響力，甚至足以否決一座新歌劇院的提案。此外，他在法蘭克福另有一個指揮職位，也應邀在倫敦、巴黎和羅馬等地客席演出。

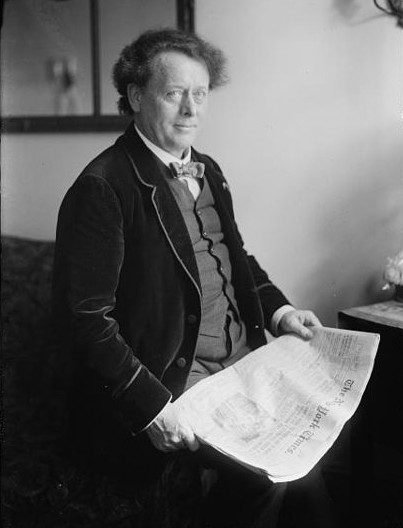
门格尔贝格拿着《纽约时报》

1922年到1928年间，门格尔贝格担任纽约爱乐乐团的音乐总监。从1926年1月开始，他与阿图罗·托斯卡尼尼同台演出，但兩人的藝術觀點頗為衝突。
1945年，荷兰音乐荣誉委员会终身禁止他在荷兰指挥。1947年，經過上诉后，該禁令减为6年期。1947年，威廉明娜女王收回了他的金质荣誉勋章。尽管如此，他仍继续从乐团领取养老金，直到1949年被阿姆斯特丹市议会停止向乐团拨款。不受待見的门格尔贝格流亡到瑞士森特的楚奥特，在那里生活一直到1951年逝世為止。

## 評價
《新格罗夫音乐与音乐家辞典》（1980年）关于门格尔贝格的条目中对他的描述是“沉迷于一丝不苟和反复无常的排练”。当他认为对作曲家的乐谱进行修改有助于提高乐谱的清晰度时，他会毫不犹豫地进行修改，因此被認為是不夠注重原譜的詮釋者。
门格尔贝格對皇家音乐厅管弦乐团的貢獻巨大，不論技術提升、曲目拓展等層面，皆可視為該團的奠基者，其地位等同於乔治·索尔蒂之於芝加哥交響樂團，尤金·奥曼迪之於費城管弦樂團。在门格尔贝格與皇家音乐厅管弦乐团合作的录音作品中，经常可以聽到异常突出的滑音（義大利語：portamento），学者罗伯特·菲利普指出，门格尔贝格与其他乐团的录音并没有出现这种滑音，而“这种不寻常的滑音演奏方式……是他与皇家音乐厅管弦乐团在长期的排练中形成的风格特征，当门格尔贝格访问其他乐团时，这种风格是无法转移的。”菲利普还指出，这种滑音要求弦乐使用门格尔贝格规定的统一指法，这在当时也是很不寻常的。
此外，门格尔贝格还采用了速度的波动，而即使在速度波动比现代实践更常见的时代，他的波动程度也是极端的。欣赏门格尔贝格的人很重视他的速度拐点，但反对者也对其进行了批评。音乐学家和音乐理论家沃尔特·弗里施就认为，“在威廉·门格尔贝格录制的勃拉姆斯演出中，速度波动太过频繁，掩盖了一个段落或乐章的更广的形状。”弗里施认为，他所欣赏的两位经常使用速度拐点的指挥家威廉·富特文格勒和赫尔曼·阿本德罗特的速度波动并不会造成这种对结构的遮蔽。
他最有特色的演出是以极强的表现力和自由的节奏为标志，也许在他录制的马勒第四交响曲中最为突出，但上述特点在《马太受难曲》和其他演出中也肯定存在。这些特质，只有少数几个录音时代的其他指挥家，如威廉·富特文格勒和伦纳德·伯恩斯坦才有（也许程度会更低），这使得他的许多作品在古典音乐听众中异常的有争议；主流听众认为不可听的录音会被其他人誉为有史以来最伟大的录音之一。

### 爭議與批評
- 作曲家威廉·派佩尔最清楚地表达了一种普遍的批评：门格尔贝格在他的阿姆斯特丹音乐厅任期内，尤其是1920年之后，并没有特别支持荷兰作曲家。[9]
- 门格尔贝格被弗雷德·戈德贝克（英语：Fred Goldbeck）描述为“完美的独裁者/指挥家，乐团的拿破仑”。[10]艾伦·桑德斯写道：“他对待乐团的态度是专制的。在晚年，他的行为变得极端，有故事说他与演奏家在排练时有过辱骂性的言语交锋”。[11]贝尔塔·盖斯玛（英语：Berta Geissmar）记录了1938年发生的一件事，当时门格尔贝格为伦敦爱乐乐团排练《特里斯坦与伊索尔德》中的《前奏曲和爱之死》，他对他们进行了折磨性的说教，仿佛他们从来不了解这首音乐。[12]
- 關於门格尔贝格的權力慾，以及他對政治權威者的崇拜（包括希特勒[註 7]、墨索里尼等），都來自於本人性生活的不滿足，而這種對權力的渴望最終移轉到了他對樂團採取的姿態上。[3]

## 作品

### 錄音
门格尔贝格在美国与纽约爱乐乐团为胜利留声机公司（1922-30年）和不伦瑞克唱片公司（1926-27年）录制了商业唱片。在阿姆斯特丹，他与皇家音乐厅管弦乐团合作录制了一系列在不同国家发行的哥伦比亚和奥德翁厂牌的唱片（1926-32年），以及1935年为迪卡唱片荷兰分部录制的两部作品。门格尔贝格曾与皇家音乐厅管弦乐团和柏林爱乐乐团一起为德律风根公司录制（1937-42年）。在他去世后，飞利浦唱片发行了荷兰广播电台录制的现场演出录音，这些录音已由迪卡重新发行。
除了录制理查德·施特劳斯的《英雄的生涯》和《唐璜》外，门格尔贝格还留下了贝多芬、柴可夫斯基和勃拉姆斯的交响曲，巴赫的《马太受难曲》，古斯塔夫·马勒的第四交响曲和第五交响曲中的小柔板等的唱片。
他的许多演出录音，包括二战期间在阿姆斯特丹举行的一些现场音乐会，都被重新发行了LP和CD。虽然他以录制德国曲目而闻名，国会唱片发行了一张强大的、近乎高保真的塞扎尔·弗兰克的d小调交响曲录音，由德律风根与皇家音乐厅管弦乐团在20世纪40年代录制。
由于荷兰政府对门格尔贝格指挥活动的六年禁令（見次節），他在1945年之后就没有再进行录音。他在阿姆斯特丹的一些演出是用德国创新的磁带录音机Magnetophon录制的，因此在当时具有非同寻常的保真度。

### 錄像
在阿姆斯特丹的现场音乐会上，门格尔贝格指挥皇家音乐厅管弦乐团的有声电影得以保留下来，其中包括1931年韦伯的《奥伯龙》序曲。他在1939年录制的巴赫的《马太受难曲》，虽然没有用胶片拍摄，但却是用飞利浦光学系统制作的，该系统仅使用胶片作为音频记录媒介。

## 個人生活

### 政治觀點
门格尔贝格生平中最有争议的是他在1940年至1945年纳粹占领荷兰期间的行动和行为。他的传记作者弗里茨·茨瓦特（英語：Fritz Zwart）为荷兰广播电台写道，“门格尔贝格曾接受德国纳粹报纸《人民观察家报》的采访。采访的要点是，在听到荷兰于1940年5月10日向德国侵略者投降时，他带着一杯香槟酒敬酒，（并）谈到荷兰和德国之间的密切联系”。茨瓦特还指出，整个战争期间，门格尔贝格在德国和德占区国家指挥，并与阿图尔·赛斯-英夸特等纳粹分子合影。
歷來對於门格尔贝格的政治選擇有許多不同的解释，包括政治上的天真（英語：political naiveté），以及对德意志事物的批评存在“盲点”（考虑到他自己的祖先）等等。然而必須一提的是，這些並不算是犯罪事實。

### 家庭
威廉·门格尔贝格是音乐学家、作曲家鲁道夫·门格尔贝格和指挥家、作曲家、评论家卡雷尔·门格尔贝格的叔叔，卡雷尔则是即兴钢琴家、作曲家米沙·门格尔贝格的父亲。

### 參照
1. ↑  Kalisch, Alfred. . The Musical Times (The Musical Times, Vol. 53, No. 833). 1 July 1912, 53 (833): 433–435  [2020-07-14]. JSTOR 906886. doi:10.2307/906886. （原始内容存档于2019-07-23）.
2. ↑  Crichton, Ronald. . . 1980.
3. 1 2 3  Lebrecht, Norman. . 由石晰颋翻译. 2019-05-21  [2020-07-17]. （原始内容存档于2020-07-18）.
4. 1 2 3  Frits Zwart, "Willem Mengelberg Live," notes to Q Disc box 97016
5. ↑  . Time. 28 February 1949  [1 June 2007]. （原始内容存档于2013-07-21）.
6. ↑  Yehudi Menuhin also commented on Mengelberg's verbosity in rehearsal (Yehudi Menuhin, Unfinished Journey, 1977, p. 150).
7. ↑  Philip, Robert. . Cambridge University Press. 1992: 197. ISBN 0521235286.
8. ↑  Musgrave, Michael; Sherman, Bernard (编). . Cambridge University Press. 2003: 245. ISBN 0521652731. |booktitle=被忽略 (帮助)
9. ↑  Hoogerwerf, Frank W. . The Musical Quarterly. July 1976, 62 (3): 358–373. doi:10.1093/mq/LXII.3.358.
10. ↑  notes to WILLEM MENGELBERG  Archives inédites III, TAHRA TAH 420-421
11. ↑  Alan Sanders, "Eduard van Beinum: High Fidelity in the Concert Hall," notes to EMI 5 756941, 2003
12. ↑  Berta Geissmar (1944), The Baton and the Jackboot, p 321.
13. ↑  .   [2020-07-14]. （原始内容存档于2019-07-23）.

## 延伸阅读
- Zwart, Frits. Conductor Willem Mengelberg, 1871-1951: Acclaimed and Accused. Amsterdam: Amsterdam University Press, 2019.